# Musca inferior
Musca inferior este o specie de muște din genul Musca, familia Muscidae, descrisă de Stein în anul 1909. Conform Catalogue of Life specia Musca inferior nu are subspecii cunoscute.